# Бакконыс
Бакконыс (каз. Баққоныс, до 2000 г. — Ушинское) — село в Жетысайском районе Туркестанской области Казахстана. Входит в состав Жылысуского сельского округа. Код КАТО — 514457700.

## Население
В 1999 году население села составляло 1097 человек (564 мужчины и 533 женщины). По данным переписи 2009 года, в селе проживали 1473 человека (770 мужчин и 703 женщины).